# Poradenství
Poradenství je odborná a specializovaná činnost zaměřená na pomoc lidem v nesnázích krátkodobého i dlouhodobého charakteru. V širším pojetí může jít i o aplikovanou teoretickou disciplínu, zkoumající lepší možnosti pomoci lidem. V poradenství zpravidla spolupracují odborníci z více oborů (psycholog, sociální pracovník, fyzioterapeut či kariérní poradce). Rozdělení poradenství a obory do něj spadající nejsou pevně ustanoveny, zpravidla se však uvádí několik základních oblastí, které se vzájemně prolínají a doplňují: nejčastěji se uvádí poradenství psychologické, pedagogicko-psychologické, kariérní a speciální. Poradenství bývá často bezplatné nebo hrazené jen částečně a zajišťují jej nejčastěji státní instituce, nebo neziskové organizace.

## Psychologické poradenství
Psychologické poradenství si klade za cíl překonání psychologických potíží klienta, nebo rozvoj jeho osobnosti. Může jít o poradenství rodinné, manželské, sexuologické, v meziosobních problémech, při zvýšené pracovní zátěži či jiném stresu atd. Na rozdíl od psychoterapie, se kterou se často prolíná, se nepokouší o obtížnou změnu osobnosti dotyčného nebo jeho "vyléčení" a zaměřuje se na aktuální potíže. Psychologické poradenství je svým způsobem přítomno i v dalších poradenských oblastech - při pomoci hendikepovaným lidem je důležitou složkou překonání psychologických potíží vzniklých samotným hendikepem, při hledání práce nezaměstnanému je naopak důležité dodání sebevědomí a motivace k práci.

## Pedagogicko-psychologické poradenství
V České republice je provozované zejména v pedagogicko-psychologických poradnách, kde působí tým složený z psychologů, speciálních pedagogů a sociálních pracovníků. Zaměřuje se na pomoc dětem, které mají problémy se školou či ve škole, a pomáhá při poruchách učení, pozornosti, chování, tzv. hyperaktivitě (ADHD) apod. Poradny jsou zaměřeny zejména diagnosticky, tzn., že různé poruchy identifikují a doporučují další postup, v méně závažných případech sjednávají i nápravu. Jejich stanovisko je zásadní při zařazování dětí do škol se speciálním výukovým programem nebo pro stanovení individuální výukového plánu v běžné základní škole. Pedagogicko-psychologické poradny jsou v Česku v každém regionu a zřizovatelem je kraj.

## Kariérové poradenství
Poradenství pro volbu povolání (či kariérové) poradenství vzniklo nejdříve, a to už v 19. století . V USA byl zakladatelem a nestorem moderního kariérového poradenství Frank Parsons na počátku 20. století. Základní cíle kariérového poradenství jsou dva. V prvé řadě to je pomoc klientům ve volbě budoucího povolání nebo profese, která bude odpovídat jejich zájmům, schopnostem a situaci, ve které se nacházejí. Za druhé pak představuje pomoc lidem aktuálně bez práce, a to nalezením odpovídajícího zaměstnání, nebo doporučením a zprostředkováním vhodné rekvalifikace. V zahraničí (např. Velká Británie) se někdy rozlišuje mezi kariérovým doprovázením (career guidance), které spočívá především v poskytování informací o pracovní náplni jednotlivých profesí a volných pracovních místech, a mezi kariérovým poradenstvím v užším slova smyslu (career counselling), které vede klienty hlouběji k sebepoznání, uvědomění hlubších motivací, osobnostních specifik a talentů a které může dále vést k motivaci pro práci na sobě a pro další vzdělávání. Kariérové poradenství ve druhém uvedeném smyslu je tedy součástí psychologického poradenství, poradenství v prvním smyslu mohou nabízet také personální agentury, Úřady práce a různé neziskové organizace. S volbou povolání u dětí pomáhají nejčastěji pedagogicko-psychologické poradny nebo přímo ve škole výchovní poradci. Tento typ poradenství se často prolíná se specifickým poradenstvím, zvláště u osob sociálně či zdravotně znevýhodněných, které mají větší potíže sehnat odpovídající zaměstnání.
Kariérní poradenství je pojem vztahující se ke kariérnímu postupu a růstu, případně dalších otázek, které souvisejí s kariérním řádem.

## Speciální poradenství
Speciální poradenství je zaměřené na specifické skupiny klientů, které jsou znevýhodněny spíše dlouhodobě či trvale. Jedná se o lidi se zdravotním postižením, osoby pocházející ze znevýhodněného sociální prostředí apod., může jít také o finanční poradenství lidem ve hmotné nouzi. Jeho cílem je proto dosáhnout maximální samostatnosti klienta a v co největší míře jej zapojit do společnosti. U zdravotně postižených osob bývá prováděno souběžně s fyzioterapií. Nově díky internetu vznikají i samostatná tržiště konzultačních služeb, která jsou cílena i na drobnější konzultace, či poradenskou činnost.